# Route 60 (Ontario)
Pour les articles homonymes, voir Route 60.
La route 60 est une route provinciale de l'Ontario reliant Huntsville à Renfrew, passant entre autres par le parc provincial Algonquin et par Eganville.

## Description du Tracé

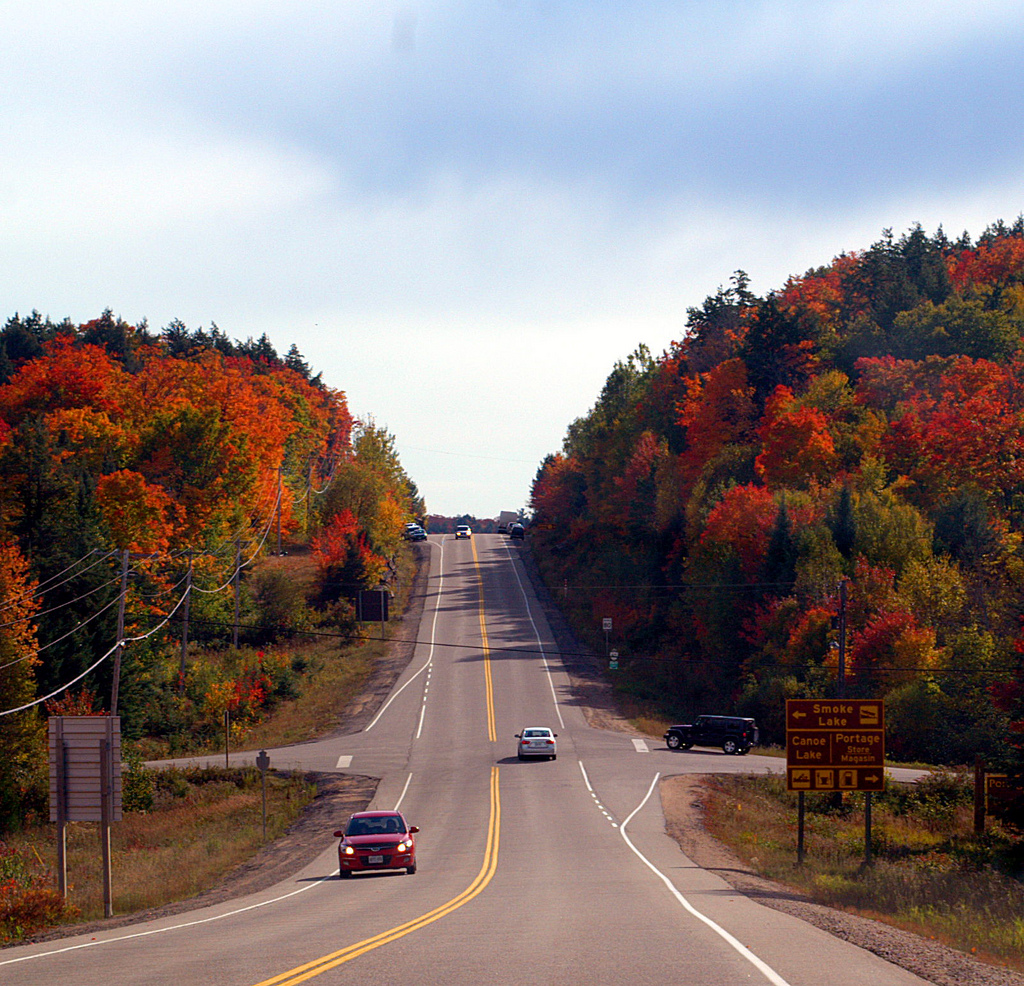
La route 60 près du lac Smoke, dans le parc provincial Algonquin.

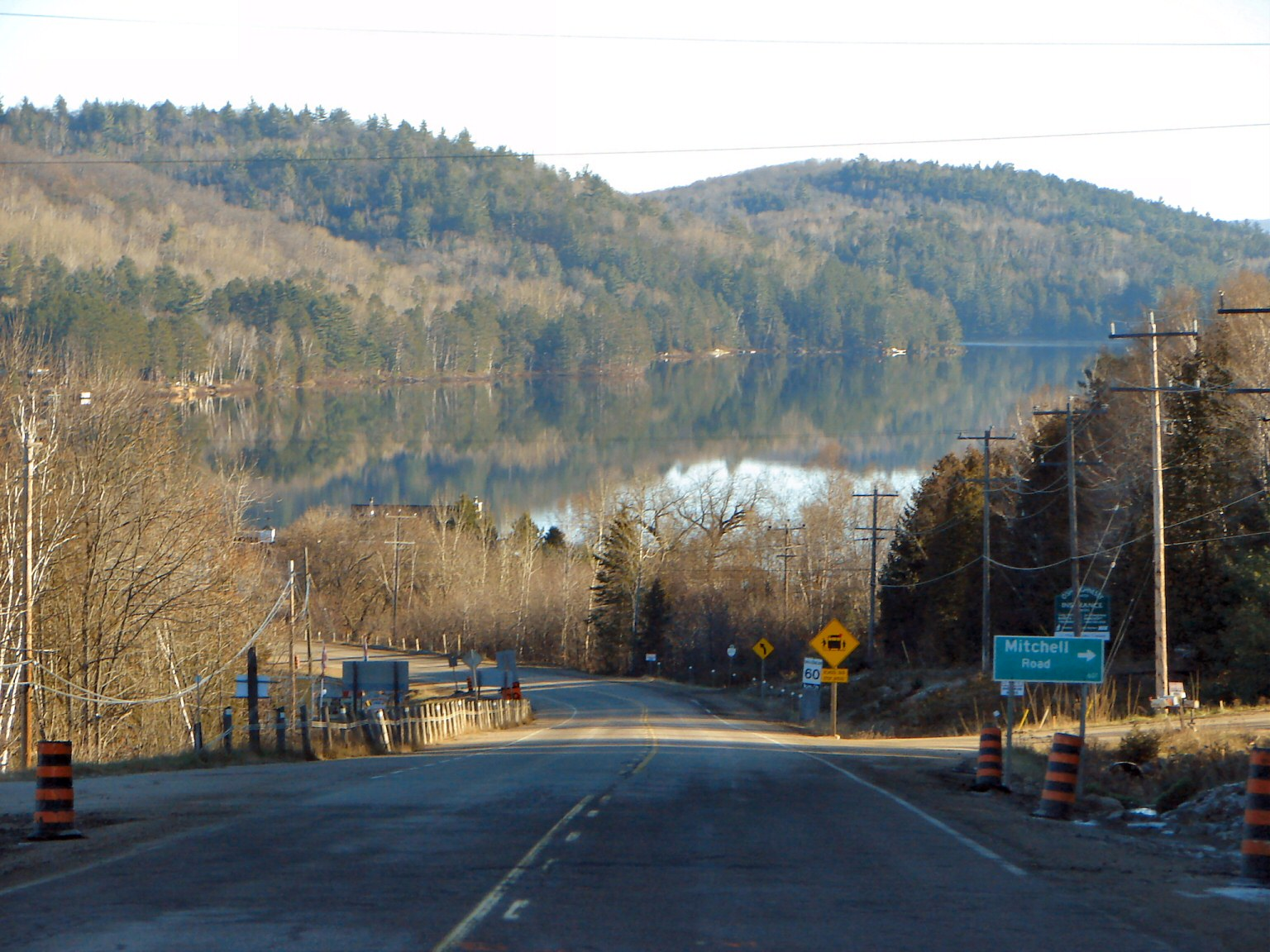
La 60 entre Whitney et Barry's Bay.

La route 60 débute sur la Route 11 (sortie 223) en direction de North Bay, de Barrie et de Toronto. Elle contourne ensuite partiellement Huntsville par le nord en frôlant le centre-ville. Elle suit ensuite la rive nord des lacs Fairy et Peninsula en passant juste à côté des stations de ski Hidden Valley et Taily-Ho. La 60 passe ensuite au nord du lac des baies (Lake of Bays) en passant par Dwight et en croisant la Route 35 sud en direction de Bancroft. Après sa jonction avec la Route 35, elle bifurque vers le nord en étant un peu plus tortueuse, car elle entre peu à peu dans la région montagneuse centrale de l'Ontario.  C'est 10 kilomètres au nord-est du lac Oxtongue qu'elle fait son entrée dans le parc provincial Algonquin. Dans le parc provincial, la route est nommée Frank MacDougall Parkway, et est bordée par de nombreux lacs, tel que les lacs Heron, Tea, Canoe, Smoke, Tanamakoon, Cache, des Deux Rivières, Pog, Costello, Brewer et West Smith. De plus, de nombreux postes de camping bordent la route 60, la seule route provinciale de l'Ontario à passer dans le grand parc. Voici la liste des camps de campings le long de la roue: 
 West Gate, Oxtongue River, Whiskey Rapids, Tea Lake Dam, Tea Lake, Hardwood Lookout, Portage Shore, Mizzy Lake, Peck Lake, Algonquin Gallery, Minesing, Canisbay Lake, Track & Tower, Hemlock Bluffs, Bat Lake, Mew Lake, Two Rivers, Lake of Two Rivers, Lake of Two Rivers Beach, Lake of Two River East Beach, Pog Lake, Whitefish Lake Group, Kearney Lake, Lookout, Big Pines, Spruce Bog, Beaver Pond, Costello Creek et finalement, East Gate. 
 À la sortie du parc, la route 60 traverse la petite communauté de Whitney, sur le lac Galeairy, avant de croiser la Route 127 en direction de Bancroft. 20 kilomètres à l'est, elle passe au nord du lac Bark en passant au nord des parcs provinciaux Bell Bay et Carson Lake. C'est après être passé à côté du lac Trout qu'elle traverse Barry's Bay. Ensuite, elle traverse une région plus agricole en passant juste au nord du lac Golden, puis elle forme un multiplex de 4 kilomètres avec la Route 41 en traversant Eganville en direction de Pembroke ou de Peterborough.
 Après Eganville, la 60 poursuit sa route vers l'est jusqu'à Renfrew en passant dans Douglas. À Renfrew, elle croise la Route 132 avant de terminer sa course sur la Route 17 en direction de Pembroke ou d'Ottawa. 

## Intersections Principales
| ville           | km   | intersection                              | destinations                              | notes                                     |
| --------------- | ---- | ----------------------------------------- | ----------------------------------------- | ----------------------------------------- |
| Huntsville      | 0    | R-11                                      | Barrie, North Bay, Gravenhurst, Toronto   | Début de la 60                            |
| Dwight          | 24   | R-35 sud                                  | Haliburton, Bancroft, Peterborough        |                                           |
|                 | ~45  | Entrée ouest du Parc Provincial Algonquin | Entrée ouest du Parc Provincial Algonquin | Entrée ouest du Parc Provincial Algonquin |
| Whitney         | ~100 | Entrée est du Parc Provincial Algonquin   | Entrée est du Parc Provincial Algonquin   | Entrée est du Parc Provincial Algonquin   |
| Whitney         | 110  | R-127 sud; vers R-62                      | Bancroft                                  |                                           |
| Madawaska       | 128  | Route 523 sud                             | Cross Lake                                |                                           |
| Eganville       | 207  | R-41 nord                                 | Pembroke, Petawawa                        | Début du multiplex avec R-41              |
| Eganville       | 211  | R-41 sud                                  | Nepanee, Tweed, Belleville                | Fin du multiplex avec la R-41             |
| Renfrew         | 250  | R-132                                     | Dacre                                     |                                           |
| Renfrew         | 255  | R-17                                      | Pembroke, Ottawa                          | Fin de la 60                              |
| Vert: Multiplex |      |                                           |                                           |                                           |